# Semilla
Il Movimiento Semilla (lett. "Movimento Seme"), più comunemente noto solo come Semilla, è un partito politico di ispirazione socialdemocratica e progressista fondato in Guatemala nel 2017.

## Risultati elettorali

### Legislative
| Elezioni      | Voti    | Seggi    |
| ------------- | ------- | -------- |
| Generali 2019 | 211.691 | 7 / 160  |
| Generali 2023 | 488.692 | 23 / 160 |